# Halide Edip Adıvar
Halide Edib Adıvar (ur. 11 czerwca 1884 w Stambule, zm. 9 stycznia 1964 tamże) – turecka pisarka i nauczycielka. 
Zarówno w twórczości, jak i w działalności politycznej głosiła idee nacjonalistyczne, panturkistyczne oraz feministyczne. Jej twórczość jest silnie przesycona polityką i patriotyzmem. Najbardziej znana była ze swoich powieści krytykujących niski status społeczny tureckich kobiet oraz to, co dostrzegała jako brak zainteresowania większości kobiet w zmianie swojej sytuacji. 
Wykładała literaturę zachodnioeuropejską na Uniwersytecie w Stambule.

## Twórczość
Ważniejsze powieści i nowele
- 1910 – Seviye Talip
- 1912 – Yeni Turan (Nowy Turan)
- 1922 – Ateşten Gömlek (Ognista koszula)
- 1922 – Dağa Çıkan Kurt (Wilk, który wszedł na górę)
- 1923 – Vurun Kahpeye (Zabijcie rozpustnicę)
- 1935 – The Clown and His Daughter (powieść opublikowana pierwotnie w Londynie w języku angielskim; wyd. pol. pt. Rabia, przekł. Anna Kłosiewicz, Warszawa 2009, wyd. Prószyński Media)
- 1936 – Sinekli Bakkal (nazwa dzielnicy w Stambule; tureckie wydanie powieści The Clown and His Daughter)